# Реприза (форма)
Термін має також інші значення, див. Реприза
Реприза (фр. reprise — «відновлення, повторення») — музичний термін, що означає повторний виклад музичного матеріалу. Реприза сприяє цілісності форми. У музичних творах так називається повтор будь-якого розділу відразу після його виконання. В трьохчастинній формі та формі рондо репризою називається повторне проведення розділу після іншого музичного матеріалу. В сонатній формі реприза — це останній з основних розділів, який є видозміненим повтором першого розділу — експозиції, з викладом обох партій (головної та побічної) в основній тональності твору. У фузі, деколи умовно репризою називають заключний розділ, що утверджує основну тональність твору.
Яскравим прикладом репризної форми XVII—XVIII ст. є арія Da capo; в XVIII—XX ст. форми з репризою були широко розповсюдженими в інструментальній та вокальній музиці (в частинах сонатно-симфонічного циклу, окремих інструментальних п'єсах, піснях, аріях, романсах).
Реприза буває точна та змінена. Змінена реприза має будь-яку зміну музичного матеріалу, що повторяється (тонально-гармонічну, фактурну, темброву, тематичну, тощо).
Реприза, що продовжує інтенсивний розвиток попереднього розділу і перевищує по рівні експресії початковий виклад матеріалу, називається динамічною репризою.
В багатьох формах (фуга, вільні та змішані форми епохи романтизма) початок репризи визначається тільки по тональній ознаці (так звана «тональна рпериза»).